# 私はやってない!痴漢えん罪殺人連鎖
『私はやってない! 痴漢えん罪殺人連鎖』（わたしはやってない！ちかんえんざいさつじんれんさ）は、2002年6月19日の20:54 - 22:48に、テレビ東京系列の「女と愛とミステリー」枠で放送された作品。
痴漢冤罪を題材にしたサスペンスである。前半で痴漢冤罪のリアルを描き、後半は通常のサスペンスとなっている。

## あらすじ
小学校教師の三沢敦は、満員の通勤電車の中で痴漢と間違えられ警察に拘留される。窮地に追い込まれる中、家族や弁護士・立花冴子の支えとともに、自分の無実を晴らすべく奔走する三沢。事件の解決の道は、銀行の裏金に端を発した殺人事件の裏と同時に、2か月前通勤途中の三沢が関わった痴漢事件にもつながっていた。

## キャスト
- 三沢敦（横浜市立新明第一小学校教師） - 村上弘明
- 立花冴子（三沢の弁護士） - 田中美里
- 梶原新平（神奈川東署刑事） - 石倉三郎
- 三沢玲子（三沢の妻） - 石野真子
- 和久井幸子（三沢のクラスの父母・痴漢の被害者） - 洞口依子
- 倉田幸広（秀和銀行総務部代理） - 伊藤俊人
- 秋山宗平（秀和銀行豊橋支店支店長・殺人事件被害者） - 浅沼晋平
- 秀和銀行豊橋支店の行員 - 小島可奈子
- 宮本（三沢の同僚教師） - 池内万作
- 教頭 - 松澤一之
- 校長 - 大林丈史
- 平岡利江（スナックのママ） - 風祭ゆき
- 電車の乗客（三沢を私人逮捕する） - 朝倉伸二
- 留置所のオカマ - 渡部雄作
- 田村元治、宮川由起子、古木一茂、岩崎ひろし、しのざき勇介、加賀谷純一、坂口進也、斉藤幸治、佐藤功、夏川加奈子、曽川留三子、たなかさおり、染谷将太、海鉾拓也、佐々木征史、山奈あつ美、岩本昌子、吉岡靖明、遠藤優斗、小池城太朗、佐藤秀行、田中匡志、屋代貴輝、武井真生、平塚麻耶、宮本恵里、最上莉奈、安永亜紗

## スタッフ
- 監督 - 淡野健
- 原作 - 鈴木健夫『痴漢犯人生産システム〜サラリーマン鈴木はいかに奮闘したか。』（太田出版）
- 脚本 - 清水有生
- 法律監修 - 笠井治
- 殺陣 - 岡田勝
- ロケ協力 - 横浜フィルムコミッション、北総開発鉄道、渥美町
- 技術協力 - ケイツースクエア、オーエイギャザリング
- プロデューサー - 沼田通嗣
- 製作 - テレビ東京、BSジャパン、テレパック